# Chris Bangle

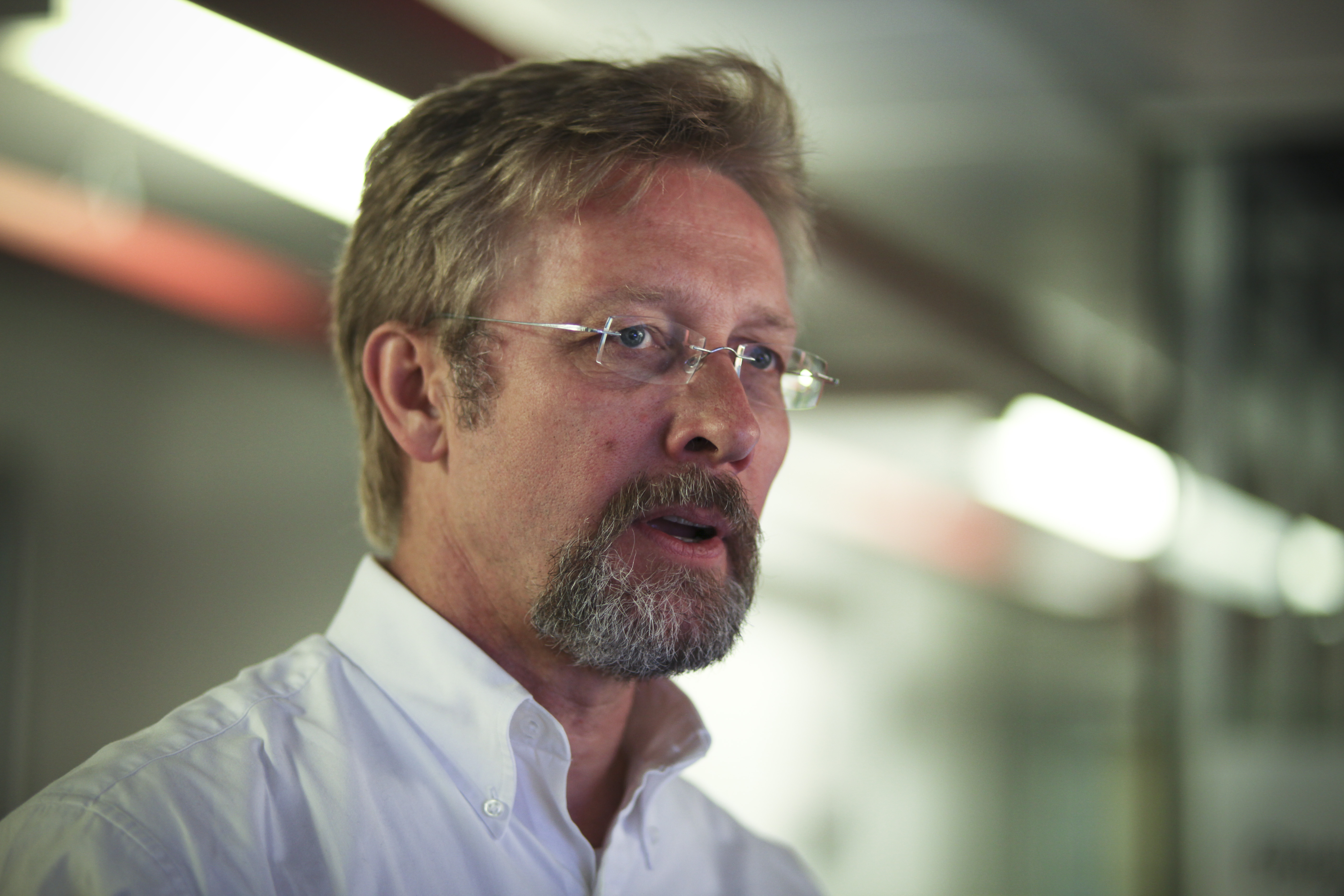
Chris Bangle 2009

Christopher Edward Bangle (* 14. Oktober 1956 in Ravenna, Ohio) ist ein US-amerikanischer Produktdesigner, der bis 2009 vorwiegend im europäischen Automobildesign tätig war. Von 1992 bis 2009 war er bei BMW. Er lebt und arbeitet in Italien.

## Leben
Von 1975 bis 1977 studierte Bangle Freie Künste an der Universität von Wisconsin. Es folgte die Ausbildung zum Automobildesigner am Art Center College of Design in Pasadena, USA.
1981 trat er im Alter von 25 Jahren als Innenraumgestalter bei der Adam Opel AG in Rüsselsheim seine erste Stelle in Europa an und wurde 1983 stellvertretender Leiter des Interieur-Designstudios. 1985 wechselte er zu Fiats Centro Stile in Turin, wo er unter der Leitung von Ermanno Cressoni arbeitete. Dort wurde er 1992 zum Direktor des Designstudios ernannt. Ende 1992 holte ihn der damalige Entwicklungsvorstand Wolfgang Reitzle als Designchef zu BMW.
Chris Bangle gewann im Jahr 2007 als Leiter des Design Team BMW Group den Ehrentitel Red Dot: Design Team of the Year. Im Jahr 2008 wurde sein Konzeptfahrzeug „GINA Vision“ (Abkürzung für „Geometrie und Funktionen in N-facher Ausprägung“) vorgestellt. Es war das letzte Projekt für BMW nach einer wechselhaften Zeit als Chefdesigner. Die Studie mit flexibler Außenhaut sollte ein Ausblick in die Zukunft des Automobils sein: Automobile ohne feste Karosserieaußenhaut, die flexibel sind und sich darüber hinaus problemlos individualisieren lassen.
Bangle übergab die Leitung des BMW Group Designs am 1. März 2009 an Adrian van Hooydonk und verließ das Unternehmen. Van Hooydonk war seit 2004 unter Bangle Leiter des Marken-Designstudios für BMW Automobile und ist der Designer, der eigentlich die 7er (E65)- und 6er (E63/64)-Modellreihen entworfen hat, die bei Einführung in den Medien kontrovers diskutiert und vor allem Chris Bangle zugeschrieben wurden. Allerdings verdreifachte BMW in der Zeit von Chris Bangle als Chefdesigner seine Verkaufszahlen.
Nachdem er bei BMW 2009 ausgeschieden war, gründete er zusammen mit seiner Frau Catherine die Designfirma Chris Bangle Associates, die auf einem ehemaligen landwirtschaftlichen Gut in Clavesana in Norditalien beheimatet ist. Zu den Klienten der Firma zählen unter anderem Samsung und Hennessy.
Bangle gilt als einer der einflussreichsten Autodesigner der Welt. Er hat einen Sohn und lebt mit seiner Frau in der italienischen Provinz Cuneo.

## Designperioden laut Bangle
Chris Bangle teilt das Automobildesign in drei Perioden ein: Die erste ist die Anfangszeit, „schlicht, funktional und längst nicht so elegant wie die Kutschen, die in herrschaftlichen Villen-Gegenden eingesetzt wurden.“ In den 1920er Jahren begann die zweite Phase, als in die Skulptur der Automobile aerodynamische Erkenntnisse einflossen, beispielsweise bei Modellen wie einem Düsenberg mit seinem Heck im Stil eines Schiffsrumpfs. Die dritte Phase beginnt für Bangle mit dem sachlich gestalteten Golf I. Damit endete nach Bangle die bis in die 1960er Jahre herrschende Designfreiheit.

## Entwürfe und Arbeiten
Unter Federführung von Chris Bangle entstanden folgende Automobile:
- Fiat Coupé (Innenraumdesign von Pininfarina)
- Fiat Brava/Fiat Bravo (1995–2001)
- BMW Z3 (E36, 1995–2002)
- BMW 7er (E38, 1994–2001)
- BMW 3er (E46, 1998–2005)
- Rover 75 (R40, 1998–2005)
- BMW X5 (E53, 1999–2006)
- BMW 7er (E65/66/67/68, 2001–2008)
- MINI (R50/52/53, 2001–2006)
- Range Rover (L30, 2002–2012)
- BMW Z4 (E85/86, 2002–2008)
- Rolls-Royce Phantom (RR01, 2003–2017)
- BMW X3 (E83, 2003–2010)
- BMW 5er (E60/61, 2003–2010)
- BMW 6er (E63/64, 2003–2010)
- BMW 1er (E81/82/87/88, 2004–2013)
- BMW 3er (E90/91/92/93, 2005–2013)
- BMW X5 (E70, 2006–2013)
- MINI (R55/56/57, 2006–2016)
- Rolls-Royce Phantom Drophead Coupé (RR2, 2007–2016)
- BMW X6 (E71, 2008–2014)
- Rolls-Royce Phantom Coupé (RR3, 2008–2016)
- BMW 7er (F01/02, 2008–2015)
- BMW Z4 (E89, 2009–2016)
- BMW 5er Gran Turismo (F07, 2009–2017)

Designstudien und Concept Cars:
- Opel Junior (Kleinwagenstudie 1983 von Opel)
- MINI ACV 30 (1997, Designstudie zum neuen MINI)
- BMW Z9 gran turismo (1999, Designstudie zum späteren BMW 6er)
- BMW Z9 Cabriolet (2000, Designstudie zum späteren BMW 6er Cabrio)
- BMW X Coupé (2001, Designstudie zur Formensprache des späteren BMW Z4)
- BMW CS1 (2002, Designstudie zur späteren BMW 1er Reihe)
- BMW xActivity (2003, Designstudie zum späteren BMW X3)
- MINI Concept Frankfurt (2005, Designstudie zum MINI Clubman)
- MINI Concept Detroit (2006, Designstudie zum MINI Clubman)
- Rolls-Royce 101EX (2006, Designstudie zum Rolls-Royce Phantom Coupé)
- MINI Concept Geneva (2006, Designstudie zum MINI Clubman)
- BMW Concept Coupe Mille Miglia (2006, Technologiestudie und Hommage an den BMW 328 Mille Miglia, 1936)
- BMW Concept CS (2007, Designstudie zu einem Luxus Reise Coupe/Gran Turismo)
- BMW M1 Hommage (2008, Designstudie/Hommage zum 30. Geburtstag des BMW M1)
- BMW Concept X1 (2008, Designstudie zum BMW X1)
- BMW Concept 5 Gran Turismo (2009, Designstudie zum BMW 5er Gran Turismo (ex Progressive Activity Sedan))
- BMW Gina Light Visionary Concept (2008, Geometry and Function in N Adaptions)

## Kritik an seiner Arbeit bei BMW
Seit seinem Wechsel zu BMW im Jahr 1992 wurde Chris Bangle als äußerst kontrovers diskutierter Automobildesigner bekannt. Kunden und Mitarbeiter von BMW kritisieren seine Arbeit oft als übertriebenen Futurismus und werfen ihm mangelnde Harmonie seiner Entwürfe vor. Insbesondere viele der von ihm gestalteten Heckansichten stießen auf breite Ablehnung.

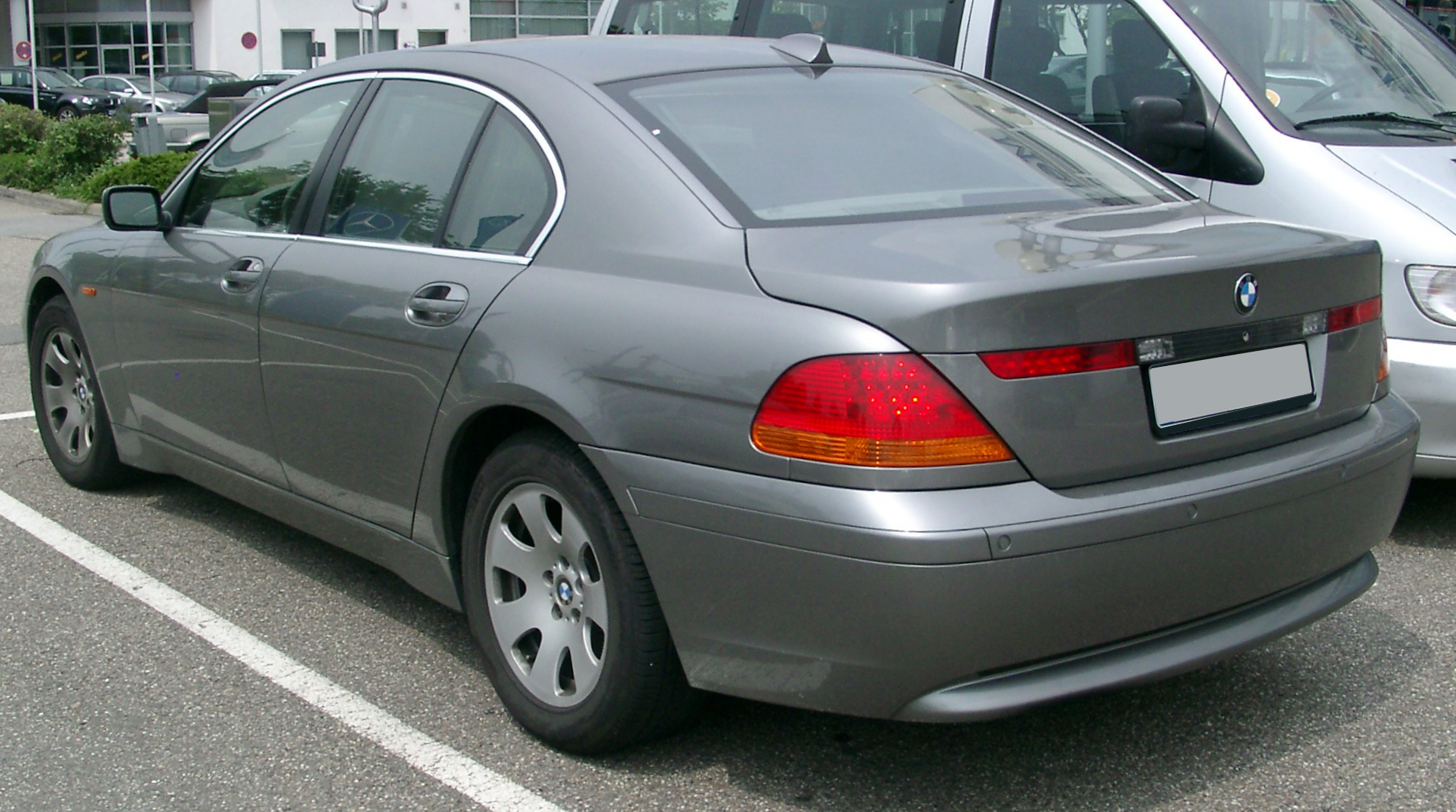
Heckansicht BMW 7er E65/66
vor Modellpflege

Vor allem das 2001 vorgestellte BMW-Modell der 7er-Reihe (Modell E65/66) wurde allgemein negativ aufgenommen, insbesondere wegen des „Bürzels“ auf dem Heck. In der Folge wurden Ausdrücke wie Bangleheck, Banglekofferraum, Bangle butt und Bangledesign zu geflügelten Worten und standen als Synonyme für schlechtes Design. Im Internet kam es gar zu einer Petition, um Bangle zu stoppen. Spötter übersetzten „BMW“ bereits mit „Bangle muss weg“.
Bangle selbst erklärt das „Bangleheck“ rückblickend damit, dass in Folge von neuen Crashtestbestimmungen die Front der Autos deutlich höher als vorher üblich gestaltet werden musste, so dass sich für die Designer bei BMW das Problem ergab, auch das Heck des Wagens entsprechend anzupassen. Der zusätzliche optische Deckel auf dem eigentlichen Kofferraumdeckel sei dabei die naheliegende Lösung für dieses gestalterische Problem gewesen, von dem er schon damals gewusst habe, dass es die Konkurrenz genauso würde lösen müssen. Bangle sagte, dass die damals kritisierten BMW-Designlösungen radikal gewesen seien, zugleich aber in der zeitlichen Folge häufig kopiert worden seien.